# Marcus Tullius Decula
Marcus Tullius Decula war ein römischer Politiker der späten Republik.
Über seine Herkunft und Karriere ist nichts bekannt. Er war ein Sohn eines Marcus Tullius (vielleicht des gleichnamigen Münzmeisters Ende des 2. Jahrhunderts v. Chr.) und Enkel eines Aulus Tullius. Spätestens 84 v. Chr. war er Prätor. 81 v. Chr., während der Diktatur Sullas, wurde er Konsul. Er war wohl ein Anhänger des Diktators, der sich im vorangegangenen Bürgerkrieg Verdienste erworben hatte.